# Silvia de Oliveira
Silvia de Oliveira (Mauá/São Paulo, 1964. április 19. –) brazil nemzetközi női labdarúgó-játékvezető. Teljes neve Silvia Regina de Oliveira de Carvalho. Polgári foglalkozása tanár.	

## Pályafutása

### Nemzeti játékvezetés
A játékvezetői vizsgát 1982-ben tette le, majd a területi labdarúgó bajnokságokban játékvezetőként és partbíróként kezdte szolgálatát. Nemzeti labdarúgó-szövetségének megfelelő játékvezető bizottsága minősítése alapján 1997-ben lett a Női Liga játékvezetője. 2002-ben vezethette első férfi mérkőzését. Az első női játékvezető, aki a brazil országos bajnokságban mérkőzést irányíthatott. A küldési gyakorlat szerint rendszeres 4. bírói szolgálatot is végzett. A nemzeti játékvezetéstől 2007-ben vonult vissza.

### Nemzetközi játékvezetés
A Brazil labdarúgó-szövetség Játékvezető Bizottsága (JB) terjesztette fel nemzetközi játékvezetőnek, a Nemzetközi Labdarúgó-szövetség (FIFA) 2001-től (tartotta) tartja nyilván női bírói keretében. A FIFA JB központi nyelvei közül a spanyolt beszéli. Több nemzetek közötti válogatott és klubmérkőzést vezetett, vagy működő társának 4. bíróként segített. A  nemzetközi játékvezetéstől 2007-ben búcsúzott.

#### Olimpiai játékok

##### 2004. évi nyári olimpiai játékok
A 2004. évi nyári olimpiai játékok labdarúgó tornáján a FIFA JB bírói szolgálatra alkalmazta.

###### Női labdarúgótorna a 2004. évi nyári olimpiai játékokon
| Időpont             | Helyszín                        | Mérkőzés típusa              | Mérkőzés               | Eredmény | Nézők száma |
| ------------------- | ------------------------------- | ---------------------------- | ---------------------- | -------- | ----------- |
| 2004. augusztus 16. | Panthessaliko Stadion, Vólosz   | csoportmérkőzés (A. csoport) | Svédország–Nigéria     | 2 – 1    | 25 597      |
| 2004. augusztus 19. | Kaftanzoglio Stadion, Szaloniki | egyik negyeddöntő            | Egyesült Államok–Japán | 2 – 1    | 1418        |

#### Nemzetközi kupamérkőzések

##### Copa Sudamericana
Az első brazil női játékvezető, aki a kupasorozatban mérkőzést irányíthatott.
| Időpont              | Helyszín                                        | Mérkőzés típusa            | Mérkőzés                    | Eredmény |
| -------------------- | ----------------------------------------------- | -------------------------- | --------------------------- | -------- |
| 2004. szeptember 14. | Anacleto Campanella Stadion, São Caetano do Sul | selejtező (Brazil csoport) | AD São Caetano–São Paulo FC | 1 – 1    |

## Sportvezetőként
Aktív pályafutását befejezve a FIFA JB Futuro III program oktatója, nemzetközi ellenőr.